# 神奇食物鏈
〈神奇食物鏈〉（英語：Food Chain）是《探險活寶》第六季的第7集。在卡通頻道2014年6月12日播出。本集以阿寶和老皮為主角。在這一集裡，由魔法哥變成小鳥、大鳥、細菌、植物，最後毛毛蟲後，阿寶和老皮了解食物鏈。由於阿寶和老皮在食物鏈的旅程中，他們遇到艾琳，阿寶愛上並結婚。結尾主角唱一首食物鏈的歌曲。值得一提的是該集的監督・劇本・分鏡，全是由日本動畫導演湯淺政明所指導。